# Modélisation
 (octobre 2023).
Si vous disposez d'ouvrages ou d'articles de référence ou si vous connaissez des sites web de qualité traitant du thème abordé ici, merci de compléter l'article en donnant les références utiles à sa vérifiabilité et en les liant à la section « Notes et références ».
La modélisation est la conception et l'utilisation d'un modèle. Selon son objectif (représentation simplifiée, compréhension, prédiction) et les moyens utilisés, la modélisation est dite mathématique, géométrique, 3D, empirique, mécaniste (ex. : modélisation de réseau trophique dans un écosystème), cinématique... Elle nécessite généralement d'être calée par des observations ou mesures faites in situ, lesquelles servent aussi à paramétrer, calibrer ou ajuster le modèle, par exemple en intégrant des facteurs d'influences qui s'avèreraient nécessaires.

Une modélisation visuelle simple de l'évolution du vivant par mutation puis sélection.

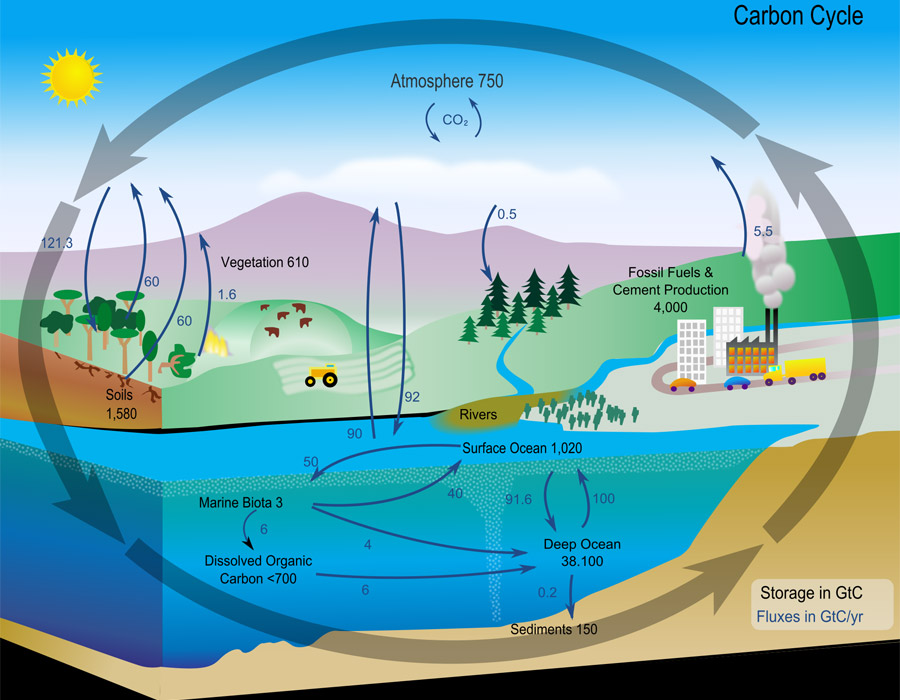
Une modélisation en diagramme du cycle du carbone.

Une visualisation du modèle mathématique de pour les réseaux neuronaux biologiques, modélisant 4000 neurones en quatre couches comportant chacune une population de neurones inhibiteurs et une population de neurones excitateurs, à 180 intervalles de temps.

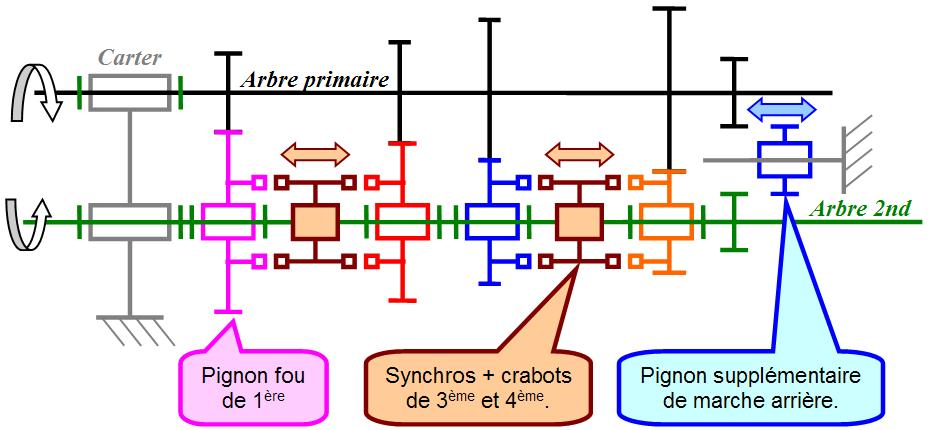
Schéma technologique d'une boite de vitesse automobile.

Les planétaires sont des modèles visuels fondés sur la modélisation mathématique de la révolution des planètes. Ici les quatre géantes gazeuses du Système solaire entre le 17 avril 2018 et le 15 juillet 2047.

## Domaines d'application

### Sciences et techniques
- en mathématiques appliquées et, en pratique, en chimie, en physique, en informatique, en météorologie ou en sciences de la vie et de la terre, le modèle mathématique permet d'analyser des phénomènes réels et de prévoir des résultats à partir de l'application d'une ou plusieurs théories à un niveau d'approximation donné ;
- en génie civil et en mécanique des fluides, l'étude sur modèle réduit repose sur l'analyse dimensionnelle. Elle permet d'obtenir de façon empirique, grâce à des infrastructures particulières (soufflerie, centrifugeuse, modèles de terrain), les coefficients d'une relation macroscopique dont la forme est dictée par l'homogénéité des grandeurs physiques. Autre outil de l'ingénieur et du designer, la modélisation tridimensionnelle est un cas particulier de modèle mathématique, qui s'attache à la géométrie d'objets réels ou imaginés ;
- en automatique et en mécanique, la modélisation par blocs fonctionnels permet de décrire la dynamique d'un système ou d'un cycle en décomposant les transformations d'un mouvement ou d'un flux de données ;
- en informatique, la modélisation permet de concevoir l'architecture globale d'un système d'information (modélisation C4 ou archimate), la structure et la dynamique d'éléments logiciels (avec des modèles UML, des modèles de flux de données, ou d'analyse fonctionnelle descendante) ainsi que l'organisation des informations à l'aide de la modélisation des données ;
- dans le domaine de l'environnement, de l'écologie (modèles d'écosystème (en)), du climat et de la météorologie, des modèles de plus en plus complexes nécessitant les plus gros calculateurs se développent depuis plusieurs décennies, notamment pour l'étude du changement climatique, la protéomique  et la génomique. Divers auteurs plaident pour une généralisation de la modélisation du fonctionnement de la biodiversité (qui est l'une des composantes majeure de la stabilisation climatique, à travers les puits de carbone, et plus généralement la base des services écosystémiques) ;

### Économie
- en conseil, la modélisation d'entreprise consiste à modéliser les différents concepts de l'Entreprise tout en les associant les uns aux autres pour offrir une vue globale, multi-dimensionnelle et cohérente ;
- dans une entreprise, la modélisation de processus consiste à structurer et à représenter visuellement les activités de l'entreprise ;
- en économie, la modélisation économique permet une représentation simplifiée de la réalité économique ou d'une partie de l'économie ;

### Autres domaines
- en musique, la modélisation est la reproduction (ou tentative de reproduction) des sons et des effets produits originellement par un instrument différent : les synthétiseurs de musique sont des instruments électroniques permettant notamment de créer des sons plus ou moins fidèles à ceux d'instruments traditionnels, une guitare dite « à modélisation » est une guitare électrique capable de reproduire des sons de guitares d'autres marques (une Fender capable de reproduire assez fidèlement les sons d'une Gibson par exemple) voire des sons d'instruments à cordes totalement différents tels que cithares, sitars, luths, mandolines, harpes... ;
- en pédagogie, la modélisation de la discipline consiste en une représentation simplifiée des objets d'enseignement sous une forme plus ou moins abstraite que les apprenants auront à s'approprier ;
- en comportement humain, la modélisation PNL est une démarche au sein de la programmation neuro-linguistique.

## Étapes de la modélisation
On peut identifier trois étapes de la modélisation :
1. Le modèle interprétatif. Il s'agit de décrire l'objet avec ses propres mots, en langage naturel. C'est l'étape clé de la modélisation en ce qu'il s'agit d'identifier les artefacts et les tâches ou pratiques qui y sont effectuées en faisant des choix importants en ce qui concerne la pertinence des caractéristiques de l'objet à modéliser. L'explication qu'on en fera appellera ainsi les concepts de représentation ou d'intention. En ce sens, c'est la réussite de l'exécution d'un modèle interprétatif qui détermine la possibilité d'implémentation d'un modèle dans un ordinateur, puisque tout objet ou concept, s'il est bien interprété, c'est-à-dire que les bons mots sont choisis, peut ensuite être calculé ;
2. Le modèle fonctionnel. Il s'agit de la description atomique, de l'identification des éléments unitaires et des rapports précis. Cette étape traduit les objets et les tâches décrits dans l'étape précédente en termes d'intrants et de fonctions, ces dernières possédant la propriété mathématique spécifique d'être calculables. Son but est donc de rendre le modèle interprétatif calculable ;
3. Le modèle physique. On implémente le modèle fonctionnel dans une machine pour calculer, par exemple dans un ordinateur, qui est une machine de Turing réelle.

#### Autour de la modélisation
- Simulation informatique
- Simulation de phénomènes
- Modèle (informatique)
- Vache sphérique
- Recuit simulé
- Extrapolation

#### Exemples de modélisation
- Micro-simulation dynamique du trafic
- Problème du vendeur de journaux
- Modèle Rescorla-Wagner

#### Outils
- Capella